# Georgizem
Georgizem je ekonomska ideologija, ki temelji na delih ameriškega ekonomista Henryja Georgea. Georgisti trdijo, da bi morali posamezniki imeti lastništvo nad vrednostjo, ki jo ustvarijo sami, ekonomska vrednost zemljišča (vključno z naravnimi viri) pa naj bi pripadala enako vsem članom družbe.
Glavno priporočilo georgistične politike je davek na vrednost zemljišča. Prihodki iz tega davka bi se uporabili za zmanjšanje ali odpravo obstoječih davkov (na primer na dohodek, trgovino ali nakupe), ki so nepravični in neučinkoviti.
Henry George je populariziral idejo o pridobivanju javnih prihodkov iz zemljišč in privilegijev naravnih virov v svoji knjigi "Napredek in revščina" (1879). Filozofija georgizma je vplivala na prejšnje mislece, kot so John Locke, Baruch Spinoza in Thomas Paine. Številni ekonomisti, od Adama Smitha in Davida Ricarda do Miltona Friedmana in Josepha Stiglitza, so opazili, da je davek na vrednost zemljišča ekonomsko učinkovit v primerjavi z drugimi davki.
Zagovorniki davka na vrednost zemljišča trdijo, da bi zmanjšal ekonomsko neenakost, povečal ekonomsko učinkovitost, odvračal spekulacijo z zemljišči in spodbujal optimalno rabo zemljišč. Georgizem je pridobil pomembno popularnost in vpliv v poznem 19. in zgodnjem 20. stoletju, kar je pripeljalo do ustanavljanja političnih strank, institucij in skupnosti, ki temeljijo na njegovih načelih.
1. ↑  »Introduction to Georgist Philosophy and Activity«. web.archive.org. 29. april 2019. Arhivirano iz prvotnega spletišča dne 29. aprila 2019. Pridobljeno 6. avgusta 2023.
2. ↑  »Wealth of Nations — Bk 5 Chpt 02 (Part II p.1)«. www.marxists.org. Pridobljeno 6. avgusta 2023.